# الأربعة ملايين
الأربعة الملايين هي المجموعة الثانية المنشورة من قصص قصيرة لأوليفر هنري وقد صدرت أول مرة عام 1906. وتضم هذه المجموعة 25 قصة بأطوال مختلفة من أفضل أعماله المعروفة مثل: «هدية المجوس» و«الشّرطي والنّشيد الوطني». ويشير عنوان الكتاب إلى عدد السكان وقت صدور المجموعة في ولاية نيويورك والتي هي مكان حدوث كثير من هذه القصص. وقد كان هنري يرد على افتتاحية إحدى الصّحف التي افترضت أنه لا يوجد سوى أربعمائة شخص في ولاية نيويورك يستحقون الذكر.
```
المؤلف: أوليفر هنري
البلد: الولايات المتحدة الأمريكية
اللغة: الإنجليزية
النوع الأدبي: قصة الغلاف، قصص قصيرة
تاريخ النشر: 1906 
```

نوع الوسائط: طباعة (سلسلة)
صدر قبلها: الكرنب والملوك
صدر بعدها: سبل القدر